# Télécommunications au Rwanda
Les télécommunications au Rwanda comprennent la radio, la télévision, les téléphones fixes et mobiles, et l'Internet.
La révolution technologique au Rwanda aide le pays à tracer une nouvelle voie après le génocide.

## Régulation
Deux organismes de régulation nommés par le gouvernement, l'Autorité rwandaise des technologies de l'information (Rwanda Information Technology Authority), rattachée au Conseil rwandais de développement (Rwanda Development Board), et l'Agence rwandaise de régulation des services publics (RURA), supervisent les cadres réglementaires et la mise en œuvre des politiques et stratégies du pays dans le secteur des télécommunications. La RURA est un organisme national doté d'une autonomie de gestion administrative et financière. Cependant, ses sept membres du conseil d'administration, son conseil de surveillance et son directeur général sont nommés par le gouvernement et exercent leurs activités sous son contrôle total.
Le secteur des télécommunications a été libéralisé en 2001, et le nombre d'opérateurs de téléphonie et d'internet est passé d'une seule, Rwandatel, gérée par l'État, à dix en 2012. Ces opérateurs sont tous privés, à l'exception de Rwandatel. En septembre 2012, Rwandatel détenait la plus grande part de marché des abonnements haut débit fixe.

## Radio et télévision
Stations de radio :
- Radio Rwanda, détenue et exploitée par l’État, a une portée nationale ; 9 stations de radio privées ; les transmissions de plusieurs radiodiffuseurs internationaux sont disponibles (2007)[4] ;
- 0 station AM, 8 stations FM et 1 station ondes courtes(SW); deux programmes FM principaux sont diffusés par un système de répéteurs (2005). * Radios : 601 000 (1997)[réf. nécessaire].

Stations de télévision : (RBA)
- Télévision rwandaise : Le gouvernement possède et exploite la seule chaîne de télévision, la Télévision rwandaise (2007)[4] ;
- Deux stations (2004)[réf. nécessaire].
- Téléviseurs : inconnu ; Probablement moins de 1 000 (1997)[réf. nécessaire].

La télévision et la radio d'État atteignent les plus larges audiences. La radio est la principale source d'information, et les stations de radio internationales BBC World Service, Voice of America (VOA) et Deutsche Welle (DW) sont disponibles. La plupart des stations de radio sont accessibles en ligne, soit via leurs propres sites web et blogs, soit via les réseaux sociaux.
La radio, et en particulier la station « haine » La Radio Télévision Libre des Mille Collines (RTLM), a joué un rôle dans le Génocide de 1994.

## Téléphones
- Indicatif d'appel : +250
- Préfixe d'appel international : 000
- Lignes principales :
  - 11 215 lignes en service, 188e rang mondial (2019)[réf. nécessaire]
  - Les abonnements aux lignes fixes ont fortement chuté depuis 2014[6]
  - Airtel Rwanda Ltd contrôle plus de 80 % du marché[7]
- Téléphonie  mobile :
  - 9,53 millions de lignes, 90e rang mondial (2019)[réf. nécessaire]
  - .Les abonnements à la téléphonie mobile ont presque triplé au cours de la dernière décennie[8]
  - MTN Rwanda Ltd et Airtel Rwanda Ltd se partagent le marché de la téléphonie mobile à environ 60/40[7]
- Système téléphonique :
  - Un projet d'extension de la fibre optique financé par le gouvernement a été achevé, améliorant les services de télécommunications dans tout le pays (2011) ; un réseau de téléphonie mobile bien développé couvre près de 98 % de la population (2013)[réf. nécessaire].
  - Un système téléphonique restreint et inadéquat dessert principalement les entreprises, l'éducation et le gouvernement ; la capitale, Kigali, est reliée aux centres des provinces par relais radio micro-ondes et par téléphones mobiles ; Une grande partie du réseau repose sur le fil et le radiotéléphone HF ; la densité combinée de téléphonie fixe et mobile a augmenté et dépasse désormais 40 téléphones pour 100 habitants. Les connexions internationales utilisent des relais radio micro-ondes vers les pays voisins et des communications par satellite vers les pays plus éloignés (2010)[réf. nécessaire].
- Stations terrestres de satellite : 1 satellite Intelsat (Océan Indien) à Kigali, incluant les services de télex et de télécopie (2010).

Au Rwanda, il existe deux principaux opérateurs de téléphonie mobile : MTN et Airtel. En 2023 le nombre des abonnés au Rwanda a atteint 12 538 106 de cartes SIM dont 7 752 600 pour MTN et 4 785 506 pour Airtel.

Logo MTN Rwanda
Logo Airtel Africa

## Internet
- Domaine de premier niveau : .rw
- Liste des pays par nombre d'utilisateurs d'Internet :
  - 2,65 millions, 107e rang mondial ; 21,77 % de la population (2018)[réf. nécessaire].
  - 450 000 utilisateurs (2009), 118e rang mondial [réf. nécessaire].
  - 25 000 utilisateurs (2002)[réf. nécessaire].
- Liste des pays par nombre d'abonnements à l'internet haut débit : 7 501 abonnements, 175e rang mondial ; Moins de 1 % de la population (2018)
- Haut débit sans fil : 379 331 abonnements, 99e rang mondial ; 3,2 % de la population, 119e rang mondial (2012)[10].
- Hôtes Internet : 1 447 hôtes, 168e rang mondial (2012)[réf. nécessaire].
- IPv4 : 195 840 adresses attribuées, 117e rang mondial, moins de 0,05 % du total mondial, 16,8 adresses pour 1 000 personnes (2012)[11],[12].
- Fournisseurs d'accès Internet : 4 FAI (2005)[13].

Le Rwanda se classe au premier rang en Afrique pour les vitesses de téléchargement haut débit et au 62e rang mondial avec une vitesse de 7,88 Mbit/s en février 2013[réf. nécessaire].
L'accès à Internet est disponible sur les téléphones portables depuis 2007, mais le coût élevé des téléphones et la bande passante limitée ont freiné sa popularité pendant plusieurs années. Avec l'achèvement du projet d'extension du réseau de fibre optique, financé par le gouvernement, en 2011, les services de télécommunications se sont améliorés dans tout le pays et l'accès et l'utilisation de l'Internet mobile ont augmenté[réf. nécessaire].
En 2009, la RURA a mis en place le Rwanda Internet Exchange (RINEX) pour connecter les FAI et permettre l'acheminement du trafic Internet local via un point d'échange central sans passer par les réseaux internationaux. Les FAI peuvent également choisir de se connecter à l'Internet international via RINEX. Fin 2013, seuls cinq FAI échangeaient du trafic Internet via RINEX, et le prix de l'accès national restait identique à celui de l'accès international.
L'accès à Internet est principalement limité à Kigali, la capitale, et reste hors de portée de la plupart des citoyens, notamment ceux des zones rurales, limités par de faibles revenus disponibles et un faible niveau de culture numérique. Plus de 90 % de la population vit en zone rurale, la plupart pratiquant l'agriculture de subsistance. Entre 70 % et 90 % de la population ne parle que le kinyarwanda, ce qui rend les contenus Internet en anglais inaccessibles à la majorité des Rwandais. En 2015, le taux de pénétration d'Internet était d'environ 25 % de la population.

### Progrès numériques
Le rapport 2021 du PNUD souligne les progrès du Rwanda en matière d'intégration des technologies dans l'éducation, notamment en faveur des élèves handicapés. Des technologies d'apprentissage en ligne intelligentes, notamment des tableaux blancs interactifs et l'accès à Internet, ont été introduites pour aider les élèves malvoyants et malentendants.

### Censure et surveillance d'Internet
Le Rwanda a été classé « partiellement libre » dans le rapport « Freedom on the Net 2013 » de Freedom House avec un score de 48, légèrement au-delà de la moyenne entre la limite de la catégorie « gratuit » (30) et la limite de la catégorie « non libre » (60).
La loi ne prévoit pas de restrictions gouvernementales sur l'accès à Internet, mais des rapports indiquent que le gouvernement bloque l'accès aux sites web critiques du gouvernement dans le pays. « Rwanda », « Rapports Pays sur les Pratiques en matière de Droits de l'Homme pour 2012, Bureau de la démocratie, des droits de l'homme et du travail, Département d'État américain.
En 2012 et 2013, certains médias indépendants en ligne et blogs d'opposition ont été inaccessibles par intermittence. On ignore si ces perturbations sont dues à un blocage gouvernemental, comme ce fut le cas les années précédentes, ou à des problèmes techniques. Début 2013, certains sites d'opposition étaient toujours bloqués sur certains FAI, notamment Umusingi et Inyenyeri News, bloqués pour la première fois en 2011. Les sites de réseaux sociaux tels que YouTube, Facebook, Twitter et les services d'hébergement de blogs internationaux sont en accès libre.
Les sites web d'organisations internationales de défense des droits humains telles que Freedom House, Amnesty International et Human Rights Watch, ainsi que les versions en ligne de médias tels que la BBC, Le Monde, Radio France Internationale, le New York Times et bien d'autres, sont en accès libre. Les sites web des médias nationaux sont également facilement accessibles. Il s'agit notamment des versions web des médias d'État et des médias pro-gouvernementaux, ainsi que de médias indépendants tels que The Rwanda Focus, Rushyashya, The Chronicles, Umusanzu et Rwanda Dispatch[réf. nécessaire].
La Constitution garantit la liberté d'expression et la liberté de la presse « dans les conditions prévues par la loi ». Le gouvernement restreint parfois ces droits. Il intimide et arrête les journalistes qui expriment des opinions jugées critiques sur des sujets sensibles. La loi interdit la promotion du divisionnisme, de l'idéologie du génocide et du négationnisme, la propagation de rumeurs visant à inciter la population à se soulever contre le régime, le mépris du chef de l'État, d'autres hauts fonctionnaires, des autorités administratives ou d'autres fonctionnaires, ainsi que la diffamation des responsables et dignitaires étrangers et internationaux. Ces actes ou l'expression de ces points de vue donnent parfois lieu à des arrestations, du harcèlement ou des intimidations. De nombreux journalistes pratiquent l'autocensure.
En juin 2011, un tribunal a condamné par contumace le journaliste Jean Bosco Gasasira pour outrage au chef de l'État et incitation à la désobéissance civile en raison de ses écrits dans la publication en ligne Umuvugizi, et l'a condamné à deux ans et demi de prison.
La Constitution et la loi interdisent toute immixtion arbitraire dans la vie privée, la famille, le domicile ou la correspondance. Cependant, de nombreux rapports font état de la surveillance des domiciles, des appels téléphoniques, des courriels, des forums de discussion sur Internet, d'autres communications privées, des déplacements et des données personnelles et institutionnelles par le gouvernement. Dans certains cas, cette surveillance a conduit à des détentions et des interrogatoires par les forces de sécurité de l'État (FSE).

## L'internet 4G au Rwanda

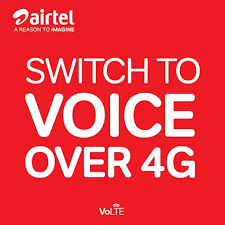
Service vocal via l'internet 4G

Airtel Rwanda est devenu le premier opérateur de télécommunications au Rwanda à lancer une nouvelle technologie permettant de passer des appels via Internet 4G, appelée Voice over LTE (VoLTE). Cette innovation promet aux abonnes d'Airtel une qualité vocale HD.
KT Rwanda Networks (KTRN), le principal fournisseur de  4G LTE du Rwanda, a aussi lancé son tout premier service vocal, KTRN HD Voice over LTE (VoLTE). C'est une service qui permet de transmettre la voix vocal à  travers l'address IP  dans le pays grâce à un réseau filaire et sans fil avec une couverture nationale.

## L'internet 5G au Rwanda

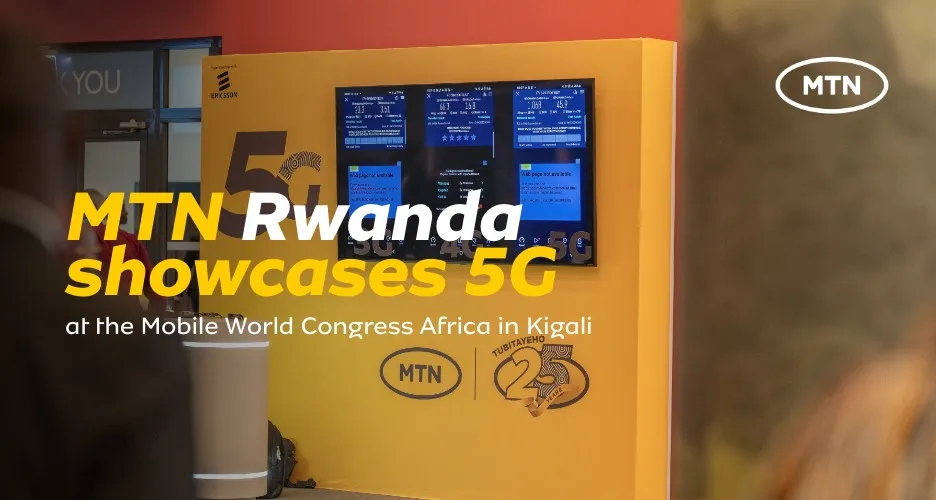
L'Internet 5G de MTN-Rwanda

Le Rwanda est parmi les pays qui ont testé l'accès à l’internet de génération 5 via des nouveaux équipements de télécommunication déployés dans la stratosphère entre 10 et 50 km au-dessus de la surface de la terre.
Actuellement en travers MTN Rwanda linternet 5G est accessible au Rwanda dans les deux lieux de Kigali height et Kigali convention centre. C’est en 2020 que cet opérateur téléphonique a commencé à mettre en places les infrastructures pour la nouvelle technologies comme 5G,6G et d’autre technologies moderne.

## Infrastructure de Télécommunication au Rwanda
Infrastructures de télécommunications, incluant la conception, la construction et la maintenance de station de base de télécommunications, de réseaux de fibre optique et d'équipements.

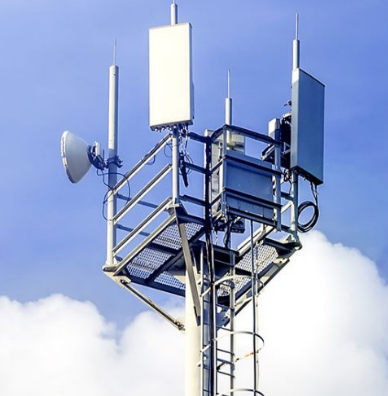
Infrastructure de Telecommunication

Admaius Capital Partners (« Admaius »), un investisseur en capital-investissement axé sur l'Afrique et opérant sur plusieurs marchés en croissance, a annoncé son investissement majoritaire dans TRES Infrastructure Limited (« TRES »), seul propriétaire, opérateur et développeur local agréé de tours de télécommunications partagées au Rwanda.

### Tres Rwanda ltd
L'infrastructure de tours de TRES est utilisée par les deux opérateurs de réseaux mobiles locaux, MTN et AIRTEL (ORM), et bénéficie également à d'autres fournisseurs de services de réseau locaux tels que KT Rwanda Networks Ltd. L'investissement et le soutien d'Admaius permettront à l'entreprise d'étendre son portefeuille de tours localement, conformément à l'objectif du pays d'atteindre une couverture géographique de plus de 95 % au cours des prochaines années, parallèlement au déploiement des réseaux 4G et 5G dans tout le pays. 
Cela devrait améliorer l'accessibilité financière et la connectivité des réseaux, tant en zones rurales qu'urbaines. Le marché des infrastructures de tours de télécommunications au Rwanda se caractérise par une demande forte et résiliente. Parallèlement, la croissance est soutenue par la croissance démographique du pays, l'augmentation du nombre d'abonnés mobiles, complétée par un taux de pénétration stable des cartes SIM, et l'adoption généralisée des services par de nouveaux abonnés grâce à l'adoption croissante de la carte multi-SIM. La poursuite de la croissance de TRES s'inscrit dans la stratégie d'investissement d'Admaius en Afrique, qui vise à identifier des opportunités dans des secteurs à fort impact, moteurs du progrès économique et social, notamment les TMT (technologies, médias et télécommunications), les infrastructures numériques, les services financiers, les biens de grande consommation, la santé et l'éducation. Admaius Capital Partners a été co-conseillé par Asafo & Co. et ENS Africa. Gahigiro Capital et BK Capital ont agi en tant que co-conseillers financiers de TRES Infrastructure Ltd et du fondateur. Attorneys House a agi en tant que conseiller juridique de TRES Infrastructure Ltd et du fondateur. Marlon Chigwende, associé directeur d'Admaius, a commenté cet investissement : « Nous sommes ravis d'investir au Rwanda, l'un des marchés africains à la croissance la plus rapide. La croissance du PIB y est forte, durable et relativement généralisée. Notre investissement dans Tres contribuera à étendre la couverture réseau aux zones rurales du Rwanda, ainsi qu'au déploiement de la 4G, et à terme de la 5G. Outre les capitaux, nous apportons des experts expérimentés en tours pour renforcer l'activité de Tres.»[réf. nécessaire]
Venuste Twagiramungu, PDG de TRES, a commenté : « L'investissement d'Admaius Capital Partners arrive à point nommé. Grâce à leur expertise en gestion de fonds, ils nous apportent non seulement le soutien financier dont nous avons besoin, mais aussi leurs capacités organisationnelles qui transformeront TRES en une véritable entreprise. De cette aventure passionnante, nous attendons rien de moins qu'une expansion rapide et une contribution concrète à l'objectif rwandais de couverture géographique supérieure à 95 %.

### IHS Rwanda ltd
IHS Rwanda a démarré ses activités en décembre 2013. Nous avons ensuite acheter les infrastructure de  MTN Rwandacell Ltd et la totalité des actions de Rwanda Towers Ltd (anciennement filiale d'Airtel Rwanda Ltd). Grâce à ces transactions, IHS Rwanda est maintenant le principal propriétaire des  infrastructures de communication  au Rwanda.
L'annonce récente de la cession par IHS Holding Limited de ses activités rwandaises à Paradigm Tower Ventures pour 274,5 millions de dollars. 
L'accord, annoncé le mardi 20 mai 2025, prévoit l'acquisition par Paradigm Tower Ventures de 100 % d'IHS Rwanda Limited, qui exploite environ 1 465 tours(Tower) à travers le pays. La transaction reste soumise aux approbations gouvernementales et réglementaires et devrait être finalisée au second semestre 2025. La transaction reflète une valeur d'entreprise de 274,5 millions de dollars, soit un multiple de 8,3 fois l'EBITDA ajusté après baux d'IHS Rwanda. Cette valorisation représente une prime significative par rapport au multiple de marché actuel du groupe IHS Towers. L'accord de cession de nos activités au Rwanda à Paradigm Tower Ventures a été soigneusement étudié dans le cadre de nos initiatives stratégiques visant à créer de la valeur pour les actionnaires et souligne la valeur de nos activités au Rwanda au sein de notre portefeuille global », a déclaré Sam Darwish, président-directeur général d'IHS Towers.[réf. nécessaire]
Dans une déclaration relatant le succès de l'entreprise au Rwanda, le directeur d'IHS a exprimé sa gratitude pour les partenariats et l'environnement propice qui ont soutenu la croissance de l'entreprise au fil des annees.
Paradigm Tower Ventures, qui réalise son premier investissement dans le cadre d'une nouvelle plateforme dédiée au développement des infrastructures sans fil en Afrique subsaharienne, a salué le Rwanda comme un marché prometteur,.

## Rôle essentiel des opérateurs de Telcom dans le développement du Rwanda
Le 20 novembre 2019, Afin d'identifier des moyens créatifs de financer la couverture santé universelle par le biais de l'assurance maladie communautaire (mutuele de sante), le gouvernement rwandais a publié en juillet 2019 un arrêté du Premier ministre établissant diverses sources de revenus pour subventionner le régime et assurer sa pérennité. MTN Rwanda a ouvert la voie en se conformant à cette nouvelle législation, consolidant ainsi son engagement à contribuer au développement du Rwanda et à construire un héritage de changement de vie au sein des communautés où elle opère. Conformément aux tarifs fixés par l'arrêté du Premier ministre, MTN Rwanda a  verse aussi un total de 1,363,442,690 francs rwandais en décembre 2019.De plus, MTN Rwanda a versé 50 millions de francs rwandais dans le cadre de sa politique de responsabilité sociale d'entreprise afin de contribuer davantage à la réalisation de la couverture santé universelle,.